# Lijst van straten in Kampen
Dit is een (onvolledige) lijst van straten, en pleinen in de stad Kampen.

## B

Botermarkt

- Botermarkt
- Broederweg
- Buiten Nieuwstraat
- Burgwal
- Burgwalstraat

## G

Gasthuisstraat

- Gasthuisstraat
- Geerstraat
- Groenestraat

## K

Kerkstraat

- Kerkstraat
- Koornmarkt

## M

Muntplein

- Muntplein

## N

Nieuwe Markt

- Nieuwe Markt

## O
- Oude Raadhuisplein
- Oudestraat

## P
- Plantage
- Prinsenstraat

## V
- Van Heutszplein
- Vloeddijk
- Voorstraat

## IJ
- IJsselkade